# Martina Miceli
Martina Miceli (* 22. Oktober 1973 in Rom) ist eine ehemalige italienische Wasserballspielerin. Sie war Olympiasiegerin 2004, Weltmeisterin 1998 und 2001 sowie Europameisterin 1995, 1997, 1999 und 2003. 2003 war sie Zweite bei den Weltmeisterschaften sowie 2001 und 2006 bei den Europameisterschaften.

## Karriere
Die 1,68 m große Martina Miceli spielte in Rom, Catania, Florenz und Pescara. Mit der Gruppo Sportivo Orizzonte in Catania gewann sie mehrere italienische Meistertitel. Die Defensivspezialistin war von 1991 bis 2008 in der italienischen Nationalmannschaft und absolvierte dabei über 300 Länderspiele.
Ihre erste internationale Medaille erhielt Miceli bei der Europameisterschaft 1991, als die italienische Mannschaft den dritten Platz hinter den Ungarinnen und den Niederländerinnen erreichte. Drei Jahre später gewannen die Italienerinnen die Bronzemedaille bei den Weltmeisterschaften in Rom, im Finale siegten die Ungarinnen vor den Niederländerinnen. 1995 bei der Europameisterschaft in Wien erreichten die Italienerinnen durch einen Halbfinalsieg über die Griechinnen das Finale und besiegten im Endspiel die Ungarinnen mit 7:5. Nach vier Titeln für die Niederländerinnen und einem Titel für die Ungarinnen war dies der erste Europameistertitel für die Italienerinnen.
Zwei Jahre später bei der Europameisterschaft 1997 in Sevilla bezwangen die Italierinnen im Viertelfinale die Ungarinnen und im Halbfinale die Niederländerinnen. Beide Spiele wurden erst in der Verlängerung entschieden. Im Finale besiegten die Italienerinnen die russische Mannschaft mit 6:5. Bei den Weltmeisterschaften 1998 in Perth gewannen die Italienerinnen im Halbfinale nach Verlängerung gegen die Australierinnen, Miceli steuerte einen Treffer bei. Im Finale siegten die Italienerinnen mit 7:6 gegen die Niederländerinnen, wobei Giusi Malato mit vier Toren im Finale das Spiel entschied. Nach Australien, den Niederlanden und Ungarn war Italien beim vierten Weltmeisterschaftsturnier der vierte Weltmeister. 1999 bei der Europameisterschaft in Prato bezwangen die Italienerinnen im Halbfinale die Ungarinnen und im Finale die Niederländerinnen.
2001 in Budapest erreichten die Italienerinnen das Europameisterschafts-Finale, unterlagen aber dann den Ungarinnen mit 8:10. Einen Monat später bei der Weltmeisterschaft 2001 in Fukuoka gewannen die Italienerinnen das Halbfinale gegen die Mannschaft aus den Vereinigten Staaten. Im Finale trafen die Italienerinnen wieder auf die Ungarinnen und siegten diesmal mit 7:3. 2003 bei der Europameisterschaft in Slowenien besiegten die Italienerinnen im Finale die Ungarinnen mit 6:5. Einen Monat nach der Europameisterschaft begann in Barcelona die Weltmeisterschaft 2003. Die Italienerinnen belegten in der Vorrunde den zweiten Platz hinter den Ungarinnen. Das Viertelfinale gegen die Niederländerinnen entschieden die Italienerinnen erst im Penaltywerfen nach der Verlängerung für sich. Im Halbfinale bezwangen sie die Kanadierinnen mit 5:2, das Finale verloren sie gegen die Mannschaft aus den Vereinigten Staaten mit 6:8. 2004 beim olympischen Wasserballturnier in Athen belegten die Italienerinnen in der Vorrunde den zweiten Platz hinter den Australierinnen. Mit einem 8:5-Sieg gegen die Ungarinnen erreichten die Italienerinnen das Halbfinale. Dort besiegten sie die Mannschaft aus den Vereinigten Staaten mit 6:5. Im Finale gegen die Griechinnen siegten die Italienerinnen dann mit 10:9. Miceli war in allen Spielen dabei und erzielte insgesamt neun Tore, davon drei im Finale.
Bei der Europameisterschaft 2006 erreichten die Italienerinnen das Finale und unterlagen dort den Russinnen mit 10:12. Im Jahr darauf bei der Weltmeisterschaft 2007 in Melbourne belegten die Italienerinnen den fünften Platz. Bei den Olympischen Spielen 2008 in Peking erreichten die Italienerinnen den zweiten Platz in ihrer Vorrundengruppe hinter dem Team aus den Vereinigten Staaten, aber vor den Russinnen. Im Viertelfinale unterlagen sie den Niederländerinnen mit 11:13 und belegten letztlich den sechsten Platz. Miceli war in allen fünf Spielen dabei und warf insgesamt acht Tore.
Nachdem Miceli schon während ihrer aktiven Laufbahn nebenbei als Jugendtrainerin tätig gewesen war, übernahm sie 2012 die Cheftrainerinnen-Position bei Gruppo Sportivo Orizzonte. 2019 gewann das Team den Meistertitel, den ersten Titel für Miceli als Trainerin.